# I. e. 364
Évszázadok: i. e. 5. század – i. e. 4. század – i. e. 3. század
Évtizedek: i. e. 410-es évek – i. e. 400-as évek – i. e. 390-es évek – i. e. 380-as évek – i. e. 370-es évek – i. e. 360-as évek – i. e. 350-es évek – i. e. 340-es évek – i. e. 330-as évek – i. e. 320-as évek – i. e. 310-es évek
Évek: i. e. 369 – i. e. 368 – i. e. 367 – i. e. 366 –  i. e. 365 – i. e. 364 – i. e. 363 – i. e. 362 – i. e. 361 – i. e. 360 – i. e. 359

## Események

### Görögország
- Epameinondasz tanácsára Thébai száz háromevezősoros hajóból álló flottát épít az Athén elleni háborúra. A thébaiak elfoglalják és kifosztják régi boiótiai riválisukat, Orkhomenoszt, amely rendszeresen Spárta mellé állt.
- A Pelopidasz vezette thébai hadsereg a künoszkefaloni csatában legyőzi a thesszáliai Pherai Alexandroszt, de Pelopidasz elesik az ütközetben. Alexandrosznak Pherai kivételével el kell ismernie a thesszáliai városok szabadságát és csatlakoznia kell a Thébai vezette boiótiai szövetséghez.
- Az árkádiaiak Kromnosznál legyőzik a III. Arkhidamosz vezette spártaiakat.
- Iphikratész athéni hadvezér megpróbálja alávetni a független Amphipoliszt, de kudarcot vall. Ezután apósát, I. Kotüsz trák királyt segíti a Kherszonészosz-félsziget elfoglalásában.
- A korinthoszi Timophanész csapatával - köztük fivérével, Timoleonnal - elfoglalja a város akropoliszát és hatalmába keríti Korinthoszt. Zsarnoki uralmát Timoleon többször a szemére hányja, de hiába; ezután összeesküvést sző Timophanész meggyilkolására.
- III. Perdikkasz makedón király öccse, Philipposz hazatér Thébaiból, ahol i.e. 369 óta túszként tartották.

### Róma
- Consullá választják Caius Sulpicius Peticust és Caius Licinius Calvust.

## Kultúra
- A kínai Csi állambeli Kan Tö csillagász állítólag szabad szemmel felfedezi a Jupiter holdját, a Ganymedest.

## Halálozások
- Pelopidasz, thébai hadvezér

## Fordítás
- Ez a szócikk részben vagy egészben  a(z)   364 BC című angol Wikipédia-szócikk ezen változatának fordításán alapul.  Az eredeti cikk szerkesztőit annak laptörténete sorolja fel. Ez a jelzés csupán a megfogalmazás eredetét és a szerzői jogokat jelzi, nem szolgál a cikkben szereplő információk forrásmegjelöléseként.